# Phytomyza medicaginis
Phytomyza medicaginis este o specie de muște din genul Phytomyza, familia Agromyzidae, descrisă de Erich Martin Hering în anul 1925.
Este endemică în Germania. Conform Catalogue of Life specia Phytomyza medicaginis nu are subspecii cunoscute.